# Collège Saint-Joseph (Curepipe)
Pour les articles homonymes, voir Collège Saint-Joseph.
Le collège Saint-Joseph est un établissement secondaire catholique de garçons situé à Curepipe (île Maurice). C'est l'un des établissements secondaires principaux de Curepipe et de l'île Maurice. Ouvert par les frères des écoles chrétiennes en janvier 1877, il est administré par le diocèse de Port-Louis depuis 1985. Sa devise est Ad altiora cum Christo. Ses élèves s'appellent les joséphiens.

## Historique
Curepipe est fondée en 1867, lorsqu'une partie de la population abandonne Port-Louis, la capitale, pour fuir la malaria et s'installer dans les hauts plateaux. Curepipe se lotit et se construit rapidement. En 1890, elle obtient le statut de ville.
En 1870 le frère Vinoch, directeur du collège Saint-Joseph de Port-Louis qui était rattaché à la province de Madagascar (alors colonie française) de la congrégation, projette de faire construire une maison de repos et un sanatorium pour les pensionnaires malades de la côte à Curepipe. Il acquiert un terrain en 1875 de la part du curé de la paroisse Sainte-Thérèse, l'abbé Comerford, juste derrière l'église. La maison des frères de Grande Rivière est transportée à Curepipe et ouvre en tant que pensionnat en janvier 1877. Le collège est agrandi en 1896 et une grande statue de la Vierge Marie est inaugurée en 1899 grâce à la contribution des familles des élèves.
Le collège ferme un temps en 1920-1921, car une polémique est suscitée à propos de l'enseignement du latin, pilier de l'institution, auprès des fils de famille qui sont alors en majorité descendants de franco-mauriciens. Finalement, le collège obtient une dispense de Rome. Quelques années plus tard, les frères ouvrent leur établissement largement aux communautés créole (descendants de métis africains et malgaches) et chinoise et quelques indo-mauriciens convertis, dans un esprit de cohabitation harmonieuse des communautés. Dès sa fondation, le collège a une tradition sportive avec des terrains et un gymnase, et une tradition musicale grâce au frère Léonien-Marie, dont l'harmonie des élèves (de 1878 à 1907) fut célèbre dans toute l'île. Cette tradition perdure de nos jours. 
En 1927, la commission administrative de Curepipe, présidée par M. Émile Pitot, estime que les bâtiments sont vétustes et endommagés par le dernier cyclone tropical; ainsi en partie grâce à un prêt de 300 000 roupies du gouvernement, le collège est reconstruit à partir de 1929 avec les facilités modernes de l'époque. Les portes, les fenêtres, les cloisons et les escaliers sont en bois de teck importé de Singapour. La nouvelle chapelle est consacrée par Mgr Leen, évêque de Maurice, le 17 novembre 1933. L'architecte du nouveau collège est M. Max Boullé, et le directeur des travaux M. Joseph Tomi .
Une annexe pour les laboratoires de physique-chimie et des sciences naturelles est construite en 1939 et une section commerciale ouvre cette même année. En novembre 1939, les autorités réquisitionnent en partie le collège à cause des mesures imposées par la Seconde Guerre mondiale et utilisé comme hôpital militaire sous administration de la Croix Rouge. Les classes continuent ainsi jusqu'en 1942, date à laquelle les bâtiments sont partagés avec les classes du collège royal de Curepipe (réquisitionné), puis les frères doivent déménager dans une maison louée de la rue Le Clézio.
Le collège Saint-Joseph revient dans ses murs en juin 1946, après des travaux dus aux trois cyclones tropicaux de 1945. Le directeur de cette époque (arrivé en 1913 à Maurice et directeur depuis 1934), est le frère Ignace, de nationalité allemande. Bien que profondément attaché à son nouveau pays, il est arrêté en 1940, puis relâché quelques heures plus tard à condition de démissionner de sa charge et de rester consigné au collège. C'est le seul enseignant allemand à enseigner à des enfants d'une nation alliée à l'époque, tant son prestige est grand dans l'île. C'est lui qui avait ouvert le collège aux garçons de couleur douze ans plus tôt. Après la guerre, un niveau d'anglais supérieur est exigé (le français était enseigné dans le primaire et partiellement dans le secondaire) et les frères et enseignants originaires de France, de la Réunion et de Maurice doivent passer des examens britanniques plus élevés. Le collège est rattaché à une province irlandaise de la congrégation. Désormais les frères irlandais donnent une impulsion nouvelle au collège, les derniers francophones enseignants quittent le pays en 1948. 
Le nouveau gymnase est inauguré en 1970 par Mgr Jean Margéot, nouvel évêque de Maurice. Les laïcs prennent de plus en plus la relève, à cause du manque de vocation et grâce à la promotion du laïcat. Le dernier frère irlandais quitte l'établissement en 1986. Il est depuis administré par le diocèse. Le premier directeur laïc est nommé en 1985, M. Daniel Kœnig, puis après sa retraite, M. Serge Ng Tat Chung, en 1992.

## Aujourd'hui
Pendant ces dernières années, le collège s'ouvre avec succès de plus en plus aux méthodes modernes. Le gouvernement mauricien depuis les années 1970 contribue à aider les établissements privés catholiques ou d'autres confessions de l'île. Depuis 1977, les programmes et la scolarité sont supervisés par une commission du ministère de l'éducation. Maurice est alors le premier pays d'Afrique à  offrir une scolarité gratuite à tous ses élèves du second et du troisième degré. Le recrutement s'ouvre ensuite à d'autres garçons de famille non-catholiques (majoritairement hindous). La scolarité est en anglais et en français. Une classe d'informatique est inaugurée en 1999 à l'espace informatique Saint-Jean-Baptiste de La Salle. Un nouveau  laboratoire informatique avec centre de recherche audio-vidéo et numérique est inauguré en 2011.
Les élèves du primaire sont admis au collège avec un minimum de vingt-deux unités obtenues. Le collège possède deux terrains de football, trois terrains de basket-ball, huit terrains de volley-ball, un gymnase, un court de tennis et un amphithéâtre.
Le recteur du collège est aujourd'hui Mme Marie Lise Yan Seblin et le manager Mme Maryse d'Espaignet.

## Anciens élèves
- Max Boullé, peintre et architecte
- Marc Daruty de Grandpré, architecte
- Vishnu Lutchmeenaraidoo, ministre des Finances
- Amédée Maingard, résistant et homme d'affaires
- Jim Seetaram, ministre
- Bernard Sik Yuen, ministre de la Justice
- Michaël Sik Yuen, ministre
- Joël Rault, ambassadeur de la République de Maurice en France
- Juan Pierre, Consultant de la UNFCCC

## Source
- (en) Cet article est partiellement ou en totalité issu de l’article de Wikipédia en anglais intitulé « St. Joseph's College, Curepipe » (voir la liste des auteurs).